# Oberammergau
Oberammergau je općina u okrugu Garmisch-Partenkirchen, u Bavarskoj u Njemačkoj. Gradić na rijeci Ammer poznat je po drvarnicama i drvosječama, NATO školi i diljem svijeta zbog svoje 380.-godišnje tradicije vjernog prikaza križnoga puta.
Škola NATO-a nalazi se od 1953. u kasarnama Hawkins/Hötzendorf i pruža oko 100 različitih vrsta treninga za potrebe NATO snaga. Godišnje se obučava 12000 vojnika, a njom je prošlo do sada oko 200 000 vojnika NATO-a.
Korizmene svečanosti u Oberammergau s vjernim prikazom križnoga puta među najpoznatijim su korizmenim događajem u Europi i svijetu. Izvode se od 1634. godine, a rezultat su zavjeta stanovnika sela, koji su obećali da će ih redovito izvoditi, ako ih Bog poštedi od posljedica bubonske kuge, koja je tada poharala regiju. 
Jedan čovjek se vraćao natrag u Oberammergau zbog Božića i slučajno je doveo zarazu kuge sa sobom. Umro je od kuge i ona se počela širiti u Oberammergau. Nakon što je zavjet obavljen, niti jedan drugi stanovnik grada nije umro od bubonske kuge, a svi stanovnici mjesta koji su bolovali od kuge oporavili su se. Svečanosti se sada izvode u godinama koje završavaju nulom, kao i 1934. koja je bila 300. obljetnica, a 1984. bila je 350. godišnjica (iako je izvedba iz 1940. godine otkazana zbog početka Drugog svjetskog rata). Sudjeluje više od 2000 glumaca, pjevača, instrumentalista i tehničara. Sudjeluju svi stanovnici mjesta.